# Fractionalisation
En physique, la fractionalisation est le phénomène par lequel les quasiparticules d'un système ne peuvent être construites comme les combinaisons de ses constituants élémentaires. Les excitations fractionalisées (qui portent des nombres quantiques qui sont une fraction du nombre quantique des constituants élémentaires) doivent être distinguées de quasiparticules comme les magnons ou les paires de Cooper, dont les nombres quantiques sont des combinaisons de ceux des éléments constituants. Un exemple important de fractionnalisation, et parmi les premiers trouvés, est celui de l'effet Hall quantique fractionnaire. Dans ce cas, les particules constitutives sont des électrons, mais les quasiparticules ont une charge électrique qui est une fraction de celle d'un électron,. La fractionalisation  peut être comprise comme un déconfinement des quasiparticules qui, ensemble, forment un constituant élémentaire. Dans le cas de la séparation spin-charge, par exemple, l'électron peut être considéré comme un état lié d'un "spinon" et d'un "chargeon", qui sous certaines conditions peuvent devenir libre de se déplacer séparément à l'intérieur du système. 

## L'histoire
L'effet Hall quantique a été découvert en 1980, alors qu'une conductivité quantifiée a été mesurée. Laughlin a proposé un fluide de charges fractionnaires en 1983 comme modèle pour expliquer l'effet Hall quantique fractionnaire détecté en 1982, ce qui lui a valu une part du Prix Nobel de Physique de 1998. En 1997, un courant électrique avec des porteurs ayant une charge d'un tiers celle de l'électron a été directement observé,. L'effet analogue avec une charge d'un cinquième a été vu en 1999. Depuis, diverses fractions impaires ont été détectées.
Il a été montré plus tard que des matériaux magnétiques désordonnés forment des phases de spin intéressantes. La fractionalisation du spin a été observée dans les glaces de spin en 2009 et les liquides de spin en 2012.
Les charges fractionnaires demeurent un sujet de recherche actif en physique de la matière condensée. L'étude de ces phases quantiques influence la compréhension de la supraconductivité, et des isolants avec des transports de surface pour les ordinateurs quantiques topologiques.

## Physique
Les effets à plusieurs corps dans les phases complexes de la matière mènent à des propriétés émergentes qui ont une description en termes de quasiparticules.  Dans un solide, le comportement des  électrons est  notamment décrit en termes de magnons, d'excitations, de trous et de charges. Les spinons, les chargeons et les anyons sont des quasiparticules qui n'ont pas de description en termes des éléments constituants, soient les électrons. Notamment, les anyons ont une statistique fractionnaire.

## Systèmes
Certains solitons en 1D, comme les parois  de domaine formé dans le polyacétylène, présentent des charges électriques fractionnaires. La séparation de la charge et du spin en spinons et holons a été détectée pour des électrons en 1D dans le SrCuO2. 
Les liquides de spin présentant des  excitations de spin fractionalisées peuvent se produire dans les cristaux magnétiques frustrés. Le ZnCu3(OH)6Cl2 (herbertsmithite) et le α-RuCl3 sont deux exemples bi-dimensionnels. En trois dimensions, l'état glace de spin survient dans le  {\displaystyle {\ce {Dy_2Ti_2O_7}}} et  le {\displaystyle {\ce {Ho_2Ti_2O_7}}}, et la fractionalisation des degrés de liberté y mène au déconfinement de monopôles magnétiques.